# 我が敵は我にあり
「我が敵は我にあり」（わがてきはわれにあり）は、RYOEIの6枚目のシングル。2008年11月7日にインディーズレーベルから発売された。
作詞は島田紳助で、同時期に紳助がプロデュースをしていた『クイズ!ヘキサゴンII』発ユニット・羞恥心がアルバム収録曲として発表している。

## 解説
- 元々は紳助が経営する会社（飲食店）の社歌として作られた楽曲である[2]。作曲は以降多くの紳助プロデュースによる楽曲を担当することとなった元アラジンの高原兄。
- 当時紳助の下で音楽活動を行っていたRYOEIのシングル「DEAI」（2007年1月発売）のカップリングに収録されていた。2007年4月2日にフジテレビで放送された単発番組『島田紳助のスベらない沖縄旅行』内で、ギター弾き語りによって披露されている。自身のライブでこの曲を歌い続けたRYOEIが「何度も歌うことで自分の歌になった。もう一度きちんと歌いたい」と紳助にCD化を申し出、了承を得て表題曲として再シングル化された[2]。
- 2008年12月17日にフジテレビで放送された『NONFIX 信じたい 〜32歳“入れ墨ボクサー”の闘い〜』のエンディングテーマ（挿入歌は「DEAI」）に使用された[3]。番組で取り上げられたプロボクサー・大嶋記胤は、この放送より1年以上前に自身のブログで「俺の今イチオシの歌手です! 曲名! 我が敵は我にあり! これを一回聞いただけで惚れました」と語っている[4]。

- カップリングに沖縄民謡「てぃんさぐぬ花」を収録するにあたり、それまで弾けなかった三線を練習した[5]（これ以前のCDにも三線が入っている楽曲があるが、別の人物の演奏である[6]）。

## 収録曲
1. 我が敵は我にあり
  - 作詞：島田紳助、作曲：高原兄、編曲：ジョー・リノイエ
2. 君らしく僕らしく
  - 作詞・作曲：RYOEI、編曲：中村太知
3. てぃんさぐぬ花
  - 作詞・作曲：沖縄民謡

## 羞恥心「我が敵は我にあり」
- 2008年10月22日発売のコンピレーション・アルバム『WE LOVE ヘキサゴン』の11曲目[7]に収録。RYOEIのシングルより発売はこちらの方が早く、RYOEIは紳助から「羞恥心も歌うから相乗効果やで」と言われたという[2]。
- 編曲は当時『クイズ!ヘキサゴンII』発の楽曲全般を担当していた斎藤文護・岩室晶子。作詞の名義は「カシアス島田」になっている。
- 楽曲コスチュームは黒い布地の裾の長い学生服（いわゆる“長ラン”）風。シングル3作およびアラジン「陽は、また昇る」はすべて白を基調とした衣装であり、黒を基調としたものは本作限りである。
- 同年10月4日開催の「ヘキサゴンファミリーコンサート」、10月1日・15日放送分の『クイズ!ヘキサゴンII』（15日放送分ではフルコーラス）で披露された。同月30日放送のNHK『MUSIC JAPAN』出演時にも披露されている。
- 2009年1月11日放送の日本テレビ系『行列のできる法律相談所 新年特別感動SP』内の「紳助が50球連続で球速100km/hの球を投げる」という企画（キャッチャー役は野久保直樹が務めた）の中でBGMとして使用された。
- DVD『ヘキサゴンファミリーコンサート 2008 WE LIVE♥ヘキサゴン』にミュージックビデオが収録されている。